# Dyson Lovell
Dyson Lovell (* 28. August 1940 in Rhodesien; † 11. Januar 2024) war ein britischer Schauspieler und Filmproduzent.

## Leben
Dyson Lovell wurde am 28. August 1940 als Sohn von William Lovell und seiner Frau Helen, geborene Lumsden, geboren. In den 1960er Jahren wurde Lovell als Schauspieler bekannt, er hatte unter anderem eine kleine Rolle in Franco Zeffirellis Oscar-prämierter Theaterverfilmung Romeo und Julia von 1968. Ab den 1970ern war er vor allem als Produzent tätig, neben zahlreichen Fernsehproduktionen war er beteiligt an der Produktion von Francis Ford Coppolas Film Cotton Club und Zeffirellis Hamlet von 1990.
Für seine Arbeit wurde er u. a. fünf Mal für den Emmy nominiert.
Er starb im Januar 2024 an den Folgen einer Krebserkrankung.

## Filmografie (Auswahl)
Als Schauspieler:
- 1963: Panic
- 1964: Hamlet at Elsinore
- 1967: Vanity Fair (Fernsehserie)
- 1968: Romeo und Julia (Romeo and Juliet)

Als Produzent:
- 1972: Bruder Sonne, Schwester Mond (Fratello sole, sorella luna)
- 1979: Der Champ (The Champ)
- 1981: Endlose Liebe (Endless Love)
- 1984: Cotton Club
- 1990: Hamlet
- 1993: Wildes Land (Return to Lonesome Dove)
- 1996: Jane Eyre
- 1997: Die Abenteuer des Odysseus (The Odyssey, Miniserie)
- 1998: Merlin (Fernsehfilm)
- 1999: Cleopatra (Fernsehfilm)
- 1999: A Christmas Carol – Die Nacht vor Weihnachten (A Christmas Carol)
- 1999: Alice im Wunderland (Alice in Wonderland, Fernsehfilm)
- 2000: Don Quichotte
- 2000: Arabian Nights – Abenteuer aus 1001 Nacht (Arabian Nights, Fernsehfilm)
- 2000: Jason und der Kampf um das Goldene Vlies (Jason and the Argonauts, Fernsehfilm)
- 2002: Schiffbrüchig (Stranded, Fernsehfilm)
- 2003: The Lion in Winter – Kampf um die Krone des Königs (The Lion in Winter, Fernsehfilm)